# Lluís de Hohenlohe-Langenburg
Lluís de Hohenlohe-Langenburg (en alemany Ludwig, Graf zu Hohenlohe-Langenburg) va néixer a Langenburg (Alemanya) el 20 d'octubre de 1696 i va morir a la mateixa ciutat el 16 de gener de 1765. Era fill d'Albert Wolfgang de Hohenlohe-Langenburg (1659-1715) i de Sofia Amàlia de Nassau-Saarbrücken (1666-1736). A la mort del seu pare heretà el títol de comte, però el 7 de gener de 1764 li va ser reconegut el rang de príncep del Sacre Imperi Romanogermànic per l'emperador Francesc I.
Sota el seu govern es van realitzar nombroses modificacions al castell de Langenburg, adaptant-lo al gust barroc. Amb el mateix estil va emprendre la construcció del castell Weilers Lindenbronn com a residència d'estiu i per a la caça, per a la qual va contractar l'arquitecte Leopoldo Retty.

## Matrimoni fills
El 23 de gener de 1723 es va casar amb la comtessa Elionor de Nassau-Saarbrücken (1707-1769), filla del comte Lluís (1663-1713)
i de la comtessa Felipa Enriqueta de Hohenlohe-Langenburg (1679-1751). El matrimoni va tenir els següents fills: 
- Cristià Albert (1726-1789), casat amb Carolina de Stolberg-Gedern (1731-1796).
- Frederic Carles (1728-1728)
- Sofia Enriqueta (1729-1735)
- Augusta Carolina (1731-1736)
- Lluïsa Carlota (1732-1777), casada amb Cristià Frederic de Hohenlohe-Kirchberg (1729-1819).
- Elionor Juliana (1734-1813), casada amb Albert de Hohenlohe-Ingelfingen (1743-1778).
- Guillem Frederic (1736-1753)
- Felip Carles (1738-1805)
- Frederic August (1740-1810)
- Lluís Gottfrief (1742-1765)
- Cristiana Enriqueta, nascuda i morta el 1744
- Carolina Cristiana (1746-1750)
- Frederic Ernest (1750-1794), casat amb Magdalena Adriana van Haren (1746-1822).